# Moussa Badiane
Pour les articles homonymes, voir Badiane.
Moussa Badiane est un joueur français de basket-ball. Il est né le 16 octobre 1981 à Orsay. Il mesure 2,08 m et joue au poste de pivot pour Golfe-Juan depuis 2014.

## Biographie
C'est le frère de Pape Badiane (1980-2016), lui aussi joueur de basket-ball.

## Université
- 2001 - 2005 :  East Carolina Pirates (NCAA)

## Clubs
- 1999 - 2000 :  SLUC Nancy (Pro A) espoir
- 2000 - 2001 :  SLUC Nancy (Pro A)
- 2005 - 2006 :  SLUC Nancy (Pro A)
- 2006 - 2007 :  Stade clermontois (Pro A)
- 2007 - 2009 :  Élan chalonnais (Pro A)
- 2009 - 2010 :  Aix-Maurienne SB (Pro B)
- 2010 - janvier 2012 :  SLUC Nancy (Pro A)
- janvier 2012 - 2013 :  Olympique d'Antibes (Pro B)
- 2013 - 2014 :  Fos-sur-Mer OPB (Pro B)
- 2014 - 2017 :  AC Golfe-Juan (NM2) [1]

## Palmarès
- Finaliste du championnat de France de Pro A en 2006 (play-off)
- MVP de la saison régulière de Pro B en 2010
- Champion de France de Pro A en 2011 (play-off)
- Champion de France de Pro B en 2013 (play-off)